# Изящный круглопалый геккон
Изящный круглопалый геккон (Sphaerodactylus elegans) — вид рода Sphaerodactylus семейства гекконы (Gekkonidae).
Общая длина составляет 6—7 см. Окраска тела красно-коричневого цвета с ломкими линиями на туловище или белыми пятнами, голова коническая, глаза имеют подвижные веки. На лапах присутствует клейкая пластинка, благодаря которой он может перемещаться по вертикали, на гладких поверхностях и даже вверх ногами по горизонтали.
Любит густую растительность, заросли и кустарники. Быстро бегает. Активен ночью. Питается мокрицами, мухами, сверчками.
Яйцекладущая ящерица. Самка откладывает обычно 1 яйцо.
Вид распространён на островах Куба и Гаити. Завезён в южные штаты США.